# Odo cubanus
Espèce
Synonymes
- Ctenonima cubana Franganillo, 1946

Odo cubanus est une espèce d'araignées aranéomorphes de la famille des Xenoctenidae.

## Distribution
Cette espèce est endémique de Cuba.

## Publication originale
- Franganillo, 1946 : Arañas nuevas. Memorias de la Sociedad Cubana de Historia Natural Felipe Poey, vol. 18, p. 97-102.